# Phantogram
I Phantogram (precedentemente Charlie Everywhere) sono un duo musicale statunitense, originario di Saratoga Springs (New York) e formatosi nel 2007. Il nome della band è ispirato ad un'illusione ottica chiamata phantogram nella quale due immagini bidimensionali sembrano essere tridimensionali.

## Storia
I due componenti del gruppo, Josh Carter e Sarah Barthel sono amici dalle scuole medie. Nell'estate del 2007, sia Sarah Barthel,  insoddisfatta del suo percorso di studi di arti visive presso il Champlain College che Josh Carter, dopo un breve periodo vissuto a New York con il fratello maggiore John e la sua band, tornano a casa. Si formano così i Charlie Everywhere e con questo nome si esibiscono nella contea di Saratoga.
Nel gennaio 2009 il gruppo cambia nome in Phantogram e firma con la BBE. Il 12 maggio viene pubblicato l'EP di debutto, intitolato Phantogram. a cui segue Running From the Cops. Il gruppo viene scritturato dalla Barsuk Records nell'ottobre 2009.
Il primo album esce nel settembre 2009 e si intitola Eyelid Movies. Viene pubblicato nel settembre 2009 in Europa (dalla BBE) e nel febbraio 2010 negli Stati Uniti (dalla Barsuk). Viene accompagnato dai singoli Mouthful of Diamonds, When I'm Small e As Far as I Can See. In generale l'album viene accolto bene dalla critica.
Il 1º novembre 2011 viene pubblicato l'EP Nightlife, che include il singolo Don't Move.
Il gruppo ha poi collaborato con Big Boi (OutKast) per il suo secondo disco Vicious Lies and Dangerous Rumors (2012). Inoltre partecipano al brano You Lust dei The Flaming Lips, inserito nell'album The Terror.
Il 30 settembre 2013 viene ripubblicato l'EP d'esordio, seguito dal secondo album in studio ufficiale, ossia Voices. Un quinto singolo, "Nothing but Trouble" viene pubblicato il 14 gennaio.
A fine 2014, la loro canzone "When I'm Small" viene scelta per la campagna pubblicitaria mondiale di una nota marca di rasoi.
Nel 2015 la band collabora con il rapper Big Boi ed il trio prende il nome "Big Grams". Rilasciano un album il 25 settembre 2015, ed in alcuni brani è presente la collaborazione di Skrillex (singolo "Drum Machine").
Nel 2016, dopo il suicidio della sorella di Sarah Barthel, esce l'album "Three", terzo album in studio della band di cui molte canzoni sono dedicate e/o ricordano il tremendo suicidio avvenuto a febbraio dello stesso anno.

## Sound e influenze
La band definisce la loro musica come rock elettronico, dream pop, elettronica e trip hop, mentre descrivono il loro sound come "street beat, psych pop". Secondo Josh Carter, la loro musica ha "un sacco di ritmo, vorticose chitarre, tastiere dal sound spaziale, echi e voci ariose". Carter e Barthel sono stati ispirati da artisti come: i Beatles, David Bowie, Prince, Flaming Lips, Sonic Youth, Yes, J Dilla, John Frusciante, Madlib.
Hanno scritto e registrato anche in un remoto fienile in Upstate New York chiamato Harmonie Lodge.

## Formazione
- Josh Carter - voce, chitarra
- Sarah Barthel - voce, tastiere, basso

## Discografia

### Album studio
- 2009 - Eyelid Movies
- 2013 - Voices
- 2016 - Three
- 2020 - Ceremony
- 2024 - Memory of a Day

### EP
- 2009 - Phantogram (riedito nel 2013)
- 2009 - Running From the Cops
- 2011 - Nightlife